# Constantijn Huygens Junior

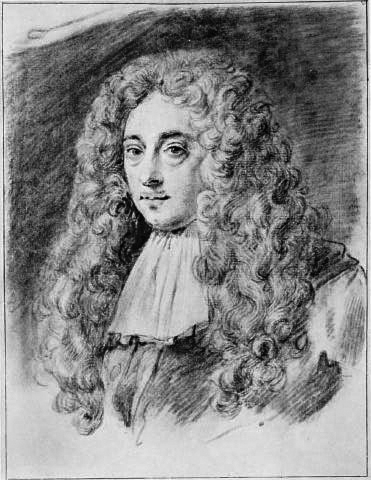
Constantijn Huygens Junior

Constantijn Huygens Junior (* 10. März 1628 in Den Haag, Niederlande; † 2. November 1697 ebenda) war ein niederländischer Staatsmann.

## Leben
Constantijn Huygens Junior war der erste Sohn des Dichters und Staatsmannes Constantijn Huygens und seiner Frau Suzanna van Baerle und der ältere Bruder von Christiaan Huygens. Er begann im Mai 1645, zusammen mit seinem Bruder, ein Rechtswissenschaftsstudium an der Universität Leiden. Sie belegten auch Kurse in den Freien Künsten. Zum Studium gehörten auch klassische Geschichtsautoren, Philosophie, Wissenschaft und Mathematik. Constantijn wurde wie sein Vater Sekretär der Herrscher der Niederlande. Als 1689 Wilhelm von Oranien, Wilhelm III. von England wurde, wurde Constantijn Jr. zu seinem Sekretär ernannt. Constantijn war an Wilhelms Krieg mit Frankreich beteiligt. Er lebte im Frühling in den südlichen Niederlanden und kehrte jeden Herbst nach London zurück.  Am 2. November 1697 starb Constantijn Huygens Junior im Alter von 69 Jahren.
Huygens ist auch bekannt für seine Arbeit an wissenschaftlichen Instrumenten (manchmal in Verbindung mit seinem jüngeren Bruder Christiaan) und als Chronist seiner Zeit.

## Teleskope und Optik

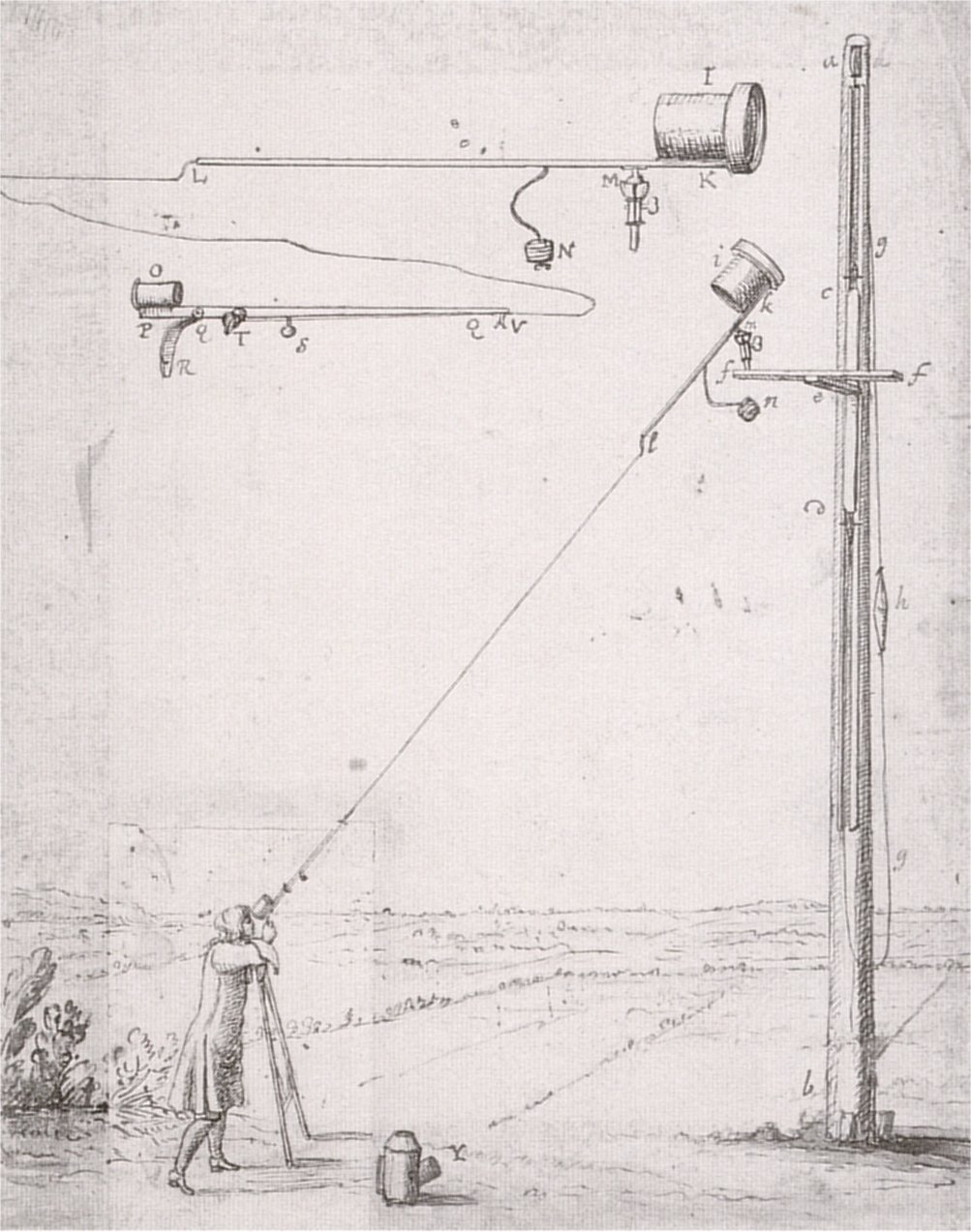
Rohrfreies Teleskop von Christiaan und Constantijn Huygens

Als sein Bruder Christiaan um 1650 begann, sich für Teleskope zu interessieren, unterstützte ihn Constantijn Huygens bei der Konstruktion der Linsen. Mit dem ersten selbst gebauten Teleskop entdeckte Christiaan 1655 den Saturnmond Titan.  Constantijn baute in der Folge Objektivlinsen mit immer längeren Brennweiten, die schließlich zu sehr großen rohrfreien Luftteleskopen führten. Im Jahr 1690 stellte er der Royal Society ein Luftfernrohrobjektiv mit 7,5 Zoll (190 mm) Durchmesser und 123 Fuß (37,5 m) Brennweite vor, das noch immer seine Unterschrift trägt. Die Royal Society erwarb im Jahre 1725 zwei weitere langbrennweitige Luftfernrohrobjektive, die beide von Constantijn hergestellt worden waren.

## Constantijn Huygens Tagebuch
Von 1673 bis 1696 führte Constantijn Huygens Jr ein privates Tagebuch, das heute die Königliche Bibliothek der Niederlande besitzt. In seinem Tagebuch zeichnet er alle Aspekte der frühen moderne höfische Lebensweise von Holland und England auf, des Weiteren notierte er sich auch die Fortschritte der beiden Länder in Hinblick auf Gesellschaft, Kultur und die allgemeine Wissenschaft (In his diary he recorded all aspects of early-modern court life in Holland and England as well as keeping notes on the two countries society, and culture, and general scientific advancement). Sein Tagebuch umfasst auch sexuelle Abenteuer von Zeitgenossen und gibt somit einen Einblick in die Geschichte der menschlichen Sexualität.

## Constantijn Huygens Gemälde

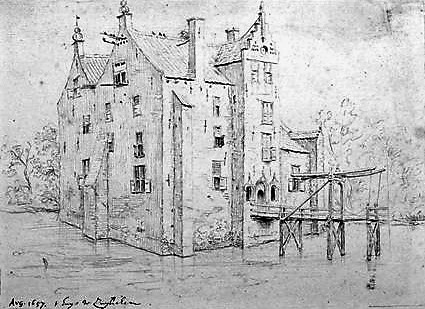
Eine Bleistiftzeichnung vom Schloss Zuilichem welche Constantijn Huygens Jr. zugeschrieben wird mit der inschrift: „'t huijs te Zuylichem“ und „August 1657“. Das Schloss wurde von Constantijn Huygens Sr. im Jahr 1630 renoviert

Am 23. April 1630 kaufte Constantijn Huygens Sr. das Schloss von Zuilichem in der Nähe von Zaltbommel. Sein Sohn Constantijn Huygens Jr. malte und zeichnete in der Periode von 1630 bis 1660 einige Ansichten des Schlosses, die sich heute im Museum Maarten van Rossum in Zaltbommel befinden.